# 顯微鏡座θ
顯微鏡座θ，又名CD-4114475，HD 203006、SAO 230644、HR 8151，是顯微鏡座的一颗恒星，视星等为4.82，位于銀經1.19，銀緯-44.95，其B1900.0坐标为赤經21h 14m 21.9s，赤緯-41° -44.95′ 56″。